# 波達里鄉

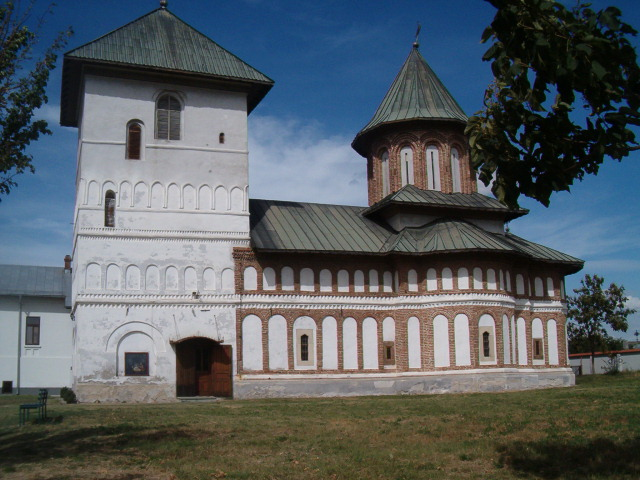

44°15′N 23°47′E / 44.250°N 23.783°E
波達里鄉（羅馬尼亞語：Comuna Podari）是羅馬尼亞的鄉份，位於該國西南部，由多爾日縣負責管轄，面積68平方公里，海拔高度68米，2007年人口6,704，人口密度每平方公里99人。